# Moriah (Nueva York)
Moriah es un pueblo ubicado en el condado de Essex en el estado estadounidense de Nueva York. En el año 2000 tenía una población de 4.879 habitantes y una densidad poblacional de 29.1 personas por km².

## Geografía
Moriah se encuentra ubicado en las coordenadas 44°3′26″N 73°29′26″O / 44.05722, -73.49056.

## Demografía
Según la Oficina del Censo en 2000 los ingresos medios por hogar en la localidad eran de $31,903, y los ingresos medios por familia eran $39,827. Los hombres tenían unos ingresos medios de $31,747 frente a los $21,592 para las mujeres. La renta per cápita para la localidad era de $19,721. Alrededor del 12.8% de la población estaban por debajo del umbral de pobreza.